# Bogurodzica
 (décembre 2024).
La mise en forme du texte ne suit pas les recommandations de Wikipédia : il faut le « wikifier ».
Les points d'amélioration suivants sont les cas les plus fréquents. Le détail des points à revoir est peut-être précisé sur la page de discussion.
- Les titres sont pré-formatés par le logiciel. Ils ne sont ni en capitales, ni en gras.
- Le texte ne doit pas être écrit en capitales (les noms de famille non plus), ni en gras, ni en italique, ni en « petit »…
- Le gras n'est utilisé que pour surligner le titre de l'article dans l'introduction, une seule fois.
- L'italique est rarement utilisé : mots en langue étrangère, titres d'œuvres, noms de bateaux, etc.
- Les citations ne sont pas en italique mais en corps de texte normal. Elles sont entourées par des guillemets français : « et ».
- Les listes à puces sont à éviter, des paragraphes rédigés étant largement préférés. Les tableaux sont à réserver à la présentation de données structurées (résultats, etc.).
- Les appels de note de bas de page (petits chiffres en exposant, introduits par l'outil «  Source ») sont à placer entre la fin de phrase et le point final[comme ça].
- Les liens internes (vers d'autres articles de Wikipédia) sont à choisir avec parcimonie. Créez des liens vers des articles approfondissant le sujet. Les termes génériques sans rapport avec le sujet sont à éviter, ainsi que les répétitions de liens vers un même terme.
- Les liens externes sont à placer uniquement dans une section « Liens externes », à la fin de l'article. Ces liens sont à choisir avec parcimonie suivant les règles définies. Si un lien sert de source à l'article, son insertion dans le texte est à faire par les notes de bas de page.
- La présentation des références doit suivre les conventions bibliographiques. Il est recommandé d'utiliser les modèles {{Ouvrage}}, {{Chapitre}}, {{Article}}, {{Lien web}} et/ou {{Bibliographie}}. Le mode d'édition visuel peut mettre en forme automatiquement les références.
- Insérer une infobox (cadre d'informations à droite) n'est pas obligatoire pour parachever la mise en page.

Pour une aide détaillée, merci de consulter Aide:Wikification.
Si vous pensez que ces points ont été résolus, vous pouvez retirer ce bandeau et améliorer la mise en forme d'un autre article.

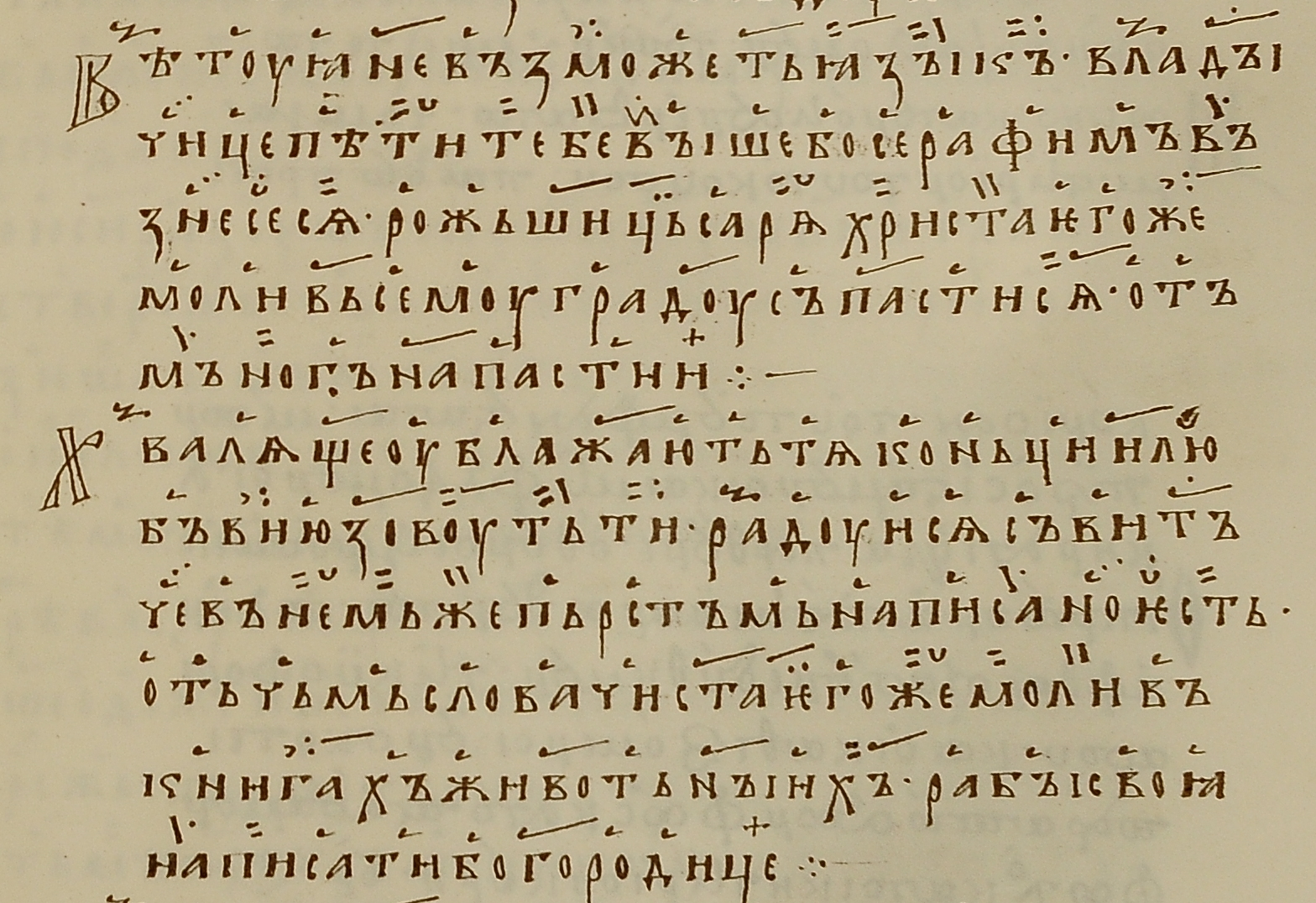
Bogurodzica

Bogurodzica est l'un des premiers chants nationaux de l'histoire, mais c'est surtout, avant tout, un chant religieux marial. Il a été écrit entre le XIe et le XIIIe siècle et il est dédié à la Vierge Marie. Son titre signifie « Mère de Dieu » en français. Il fut probablement composé à la mémoire de Saint Stanislas, le saint patron de la Pologne. L'un des premiers textes écrit en langue polonaise, Bogurodzica est aussi un monument de la littérature polonaise.
Chantée sur une mélodie déjà existante transmise par les bénédictins du monastère suisse de Saint-Gall, Bogurodzica a longtemps été chantée a capella lors des offices liturgiques, mais elle a également rapidement joué un grand rôle dans l’histoire de la nation polonaise. 
Les chevaliers polonais l'ont chanté en hymne national avant chaque bataille, notamment avant la bataille de Grunwald en 1410 contre les chevaliers teutoniques et avant la bataille de Varna en 1444 contre les Turcs.  Le chant Bogurodzica a aussi accompagné les couronnements des rois de la dynastie Jagellon (1386 et 1572). Son importance fut réduite au XVIe siècle après la fin de la dynastie. Aujourd'hui, il est encore chanté dans les églises polonaises.

## Paroles
| Polonais | Français | Latin |
| --- | --- | --- |
| Bogurodzica, dziewica, Bogiem sławiena Maryja, U Twego syna, Gospodzina, matko zwolena Maryja, Zyszczy nam, spuści nam. Kirielejson. Twego dziela krzciciela, Bożycze, Usłysz głosy, napełń myśli człowiecze. Słysz modlitwę, jąż nosimy, A dać raczy, jegoż prosimy: A na świecie zbożny pobyt, Po żywocie rajski przebyt. Kirielejson. Nas dla wstał z martwych Syn Boży, Wierzyż w to człowiecze zbożny, Iż przez trud Bóg swój lud odjął diablej stróżej Przydał nam zdrowia wiecznego, Starostę skował piekielnego, Śmierć podjął, wspominął człowieka pirwego. Jenże trudy cirzpiał zawierne, Jeszcze był nie prześpiał zaśmierne, Aliż sam Bog z martwych wstał. Adamie, ty Boży kmieciu, Ty siedzisz u Boga w wiecu, Domieściż twe dzieci, gdzie krolują anjeli. Tegoż nas domieściż, Jezu Chryste miły, Bychom z Tobą byli, Gdzież się nam radują swe niebieskie siły. Była radość, była miłość, było widzienie Tworca anjelskie bez końca, Tuć się nam zwidziało diable potępienie. Ni śrzebrzem, ni złotem Nas diabłu otkupił, Swą mocą zastąpił. Ciebie dla, człowiecze, dał Bog przekłoć sobie Ręce, nodze obie. Kry święta szła z boka na zbawienie tobie. Wierzyż w to, człowiecze, iż Jezu Kryst prawy, Cirzpiał za nas rany, Swą świętą krew przelał za nas, krześcijany. O duszy o grzeszne sam Bog pieczą ima, Diabłu ją otyma, Gdzie to sam kroluje, k sob[ie] ją przy[i]ma. Maryja dziewice, prośmy synka twego Króla niebieskiego, Aza nas uchowa ote wszego złego. Amen… … tako Bog Daj, Bychom szli szwyćcy w raj. | Mère de Dieu, Vierge, par Dieu glorifiée Marie, De ton fils, notre Seigneur, mère choisie, Marie ! Convertis pour nous, envoie-nous. Aie pitié, Seigneur Fils de Dieu, par l'amour de ton Baptiste, Entends nos vœux, accomplis les intentions de l'homme. Écoutez la prière que nous vous offrons, Et daigne nous donner ce que nous demandons : Sur terre, un pieux séjour, Après la vie, la demeure céleste. Aie pitié de nous Seigneur. Pour nous, le fils de Dieu est ressuscité il a arraché notre cœur du gouffre Il nous a conduits à un état éternel. Il a enchaîné la tête à l'Enfer Il a ôté la mort en recueillant L'homme du premier âge. Tu es l'homme du vrai conseil Fais que tes petits Soient dans la citadelle du ciel Adam, toi le plasma de Dieu qui a porté d'immenses prières qui a voulu se tenir aux côtés des fidèles texte latin corrompu El ? fut la charité, il fut la piété, elle a semblé éternelle supérieure à l'ange (texte semble corrompu) Il a éclairé l'éternité des démons à Iaccus Il nous a rachetés au diable ni par l'or ni par l'argent il est intervenu par sa propre force Terrien, il a donné à cause de toi les mains, les pieds pour être transpercés Son sang a coulé, fluide pour ton salut Emmène-nous-y, pieux Jésus-christ Sois-y vénéré Puissions-nous régner avec toi sans fin Marie, mère pieuse, prie ton fils De soigner pour nous | Deigenitrix illibata, Dei dicata Maria, Apud tuum filium es electa, Maria, Lucreris, veniam et miserere. Kyrie Eleison Tui Domini Baptista parens Dei Audi vota, reple vota, mentes hominum, Refunde, redde hoc, quod quaesumus: Da in hoc esse celi esse. Domine, miserere. Consurge nos propter Deum Hac sede homo faustulus, Dum perduxit populum, Abduxit baratro sinum. Nos adiit statu eterno, Vinclavit caput inferno, Necem sumpsit recolens Hominem primevum. Tu es vir veri consilii, Fac, ut tui pusilli Sint in arce celi. Adam, tu plasma Dei, Immensas qui preces sutulit Pro fidis sistere voluit, Donec met El consurit. Fuit El caritas, fuit pietas, visa est eterna Angeli superna Iaccio demonum claruit eterna. Auro nec argento nos diabulo redemit, Sua vi intervenit. Homo, causa tui dedit Manus, pedes figi, Cruor fluxit, sanguis ad salutem tibi. Ibi nos deducas, Iesu Criste pie, Ibi devenere, Queamus regnare tecum sine fine. Maria, mater pia, ora tuum natum, Ut nobis sanaret populum sceleratum. Amen, amen. |

- "Bogurodzica" en format Real Audio - deuxième version
- "Bogurodzica" en Mp3
- "Bogurodzica" en format Real Audio